# Бейлин, Ефим Абрамович
Ефим Абрамович Бейлин ( 11 января 1924, Минск — 4 июня 2010, Санкт-Петербург ) — советский учёный в области механики тонкостенных стержней. Доктор технических наук, профессор. Заслуженный работник высшей школы Российской Федерации.

## Биография
Участник Великой Отечественной войны. Призван в 1941 году, проходил обучение в Ленинградском артиллерийском-техническом училище.  Участвовал в Сталинградской битве. Был ранен, лечился в госпитале. Окончил в 1948 Ленинградский инженерно-строительный институт. С 1952 и до ухода на пенсию в 2004 работал в Санкт-Петербургском архитектурно-строительном университете на кафедре сопротивления материалов ассистентом, доцентом, профессором.

## Научные труды
- «Некоторые вопросы динамической устойчивости прямолинейных и криволинейных стержней» [Текст] : Автореферат дис. на соискание учен. степ. канд. техн. наук / М-во высш. образования СССР. Ленингр. ордена Трудового Красного знамени инженерно-строит. ин-т. Кафедра "Сопротивление материалов". - Ленинград : [б. и.], 1952.
- «Элементы теории кручения тонкостенных стержней произвольного профиля» : Учеб. пособие : [Для студентов спец. "Пром. и гражд. стр-во" и "Мосты и тоннели"], СПБ. : СПбГАСУ, 2003
- «Исследования по механике строительных конструкций и материалов» : Межвуз. темат. сб. тр. / М-во образования Рос. Федерации. С.-Петерб. гос. архитектур.-строит. ун-т. Каф. сопротивления материалов; [Редкол.: Е. А. Бейлин и др.]. - СПб. : С.-Петерб. гос. архитектур.-строит. ун-т, 2000.